# Noto (písmo)

Ukázka písma Noto Sans

Ukázka písma Noto Serif

Noto je rodina volně šiřitelných fontů všech písem zveřejňovaná od roku 2012 společností Google pod licencí Apache 2.0. Záměrem tvůrců písma je obsáhnout všechny znaky pokryté standardem Unicode a umožnit zobrazování textů v mnoha jazycích v jednotném vzhledu. Z tohoto důvodu bývá někdy označováno za „esperanto písem“.

## Podporované jazyky
V červenci 2014 vydaly společnosti Adobe a Google písma Source Han Sans a Noto CJK rozšiřující podporu na znaky čínštiny, japonštiny a korejštiny. Na tvorbě většiny glyfů pro tyto jazyky se podílely společnosti Changzhou SinoType Technology, Iwata Corporation a Sandoll Communication.